# Josef Lux
Pour les articles homonymes, voir Lux.
Josef Lux, né le 1er février 1956 à Ústí nad Orlicí et mort le 21 novembre 1999 à Seattle, est un homme politique tchèque membre de l'Union chrétienne démocrate - Parti populaire tchécoslovaque (KDU-ČSL).

## Biographie

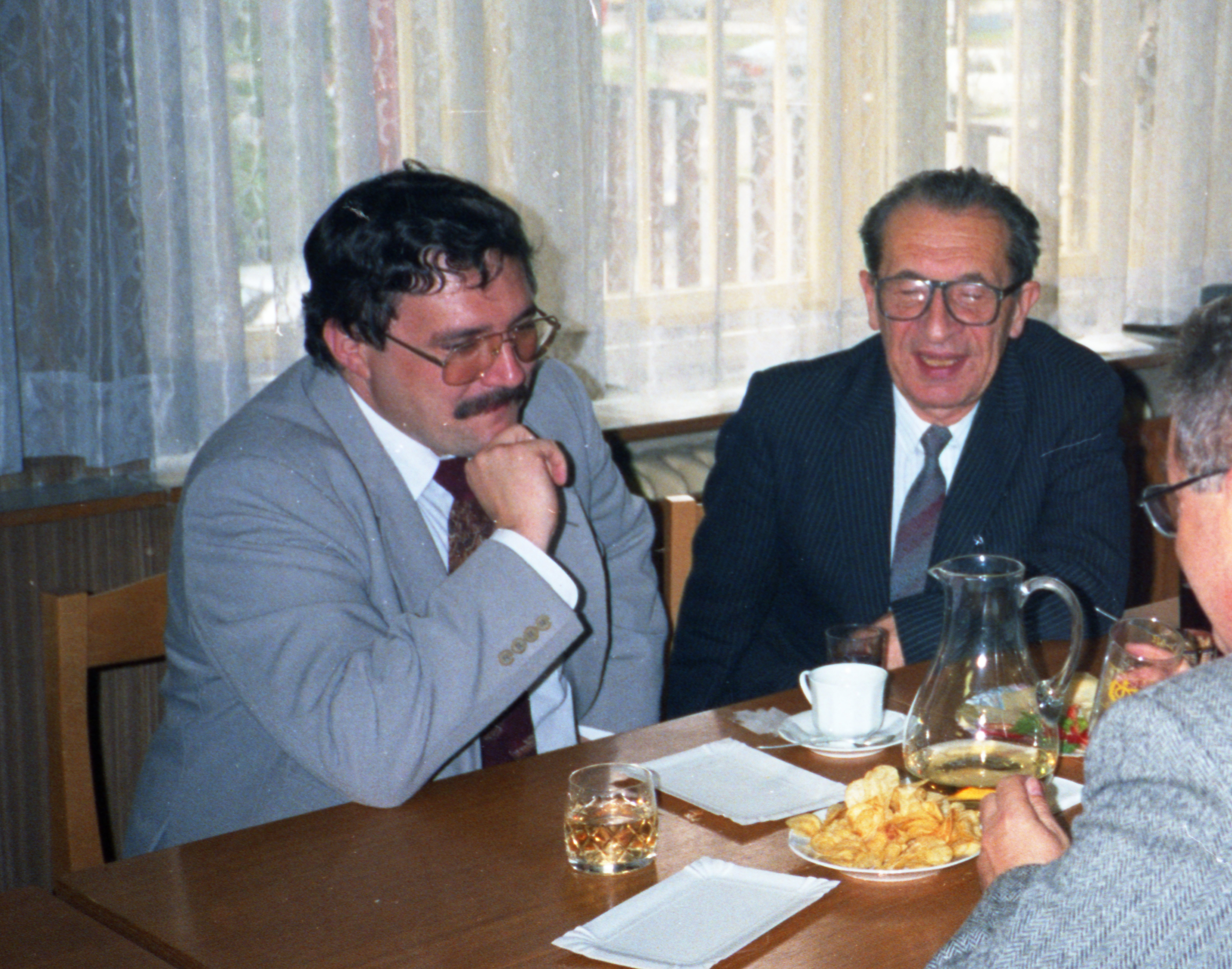
Josef Lux en septembre 1994.

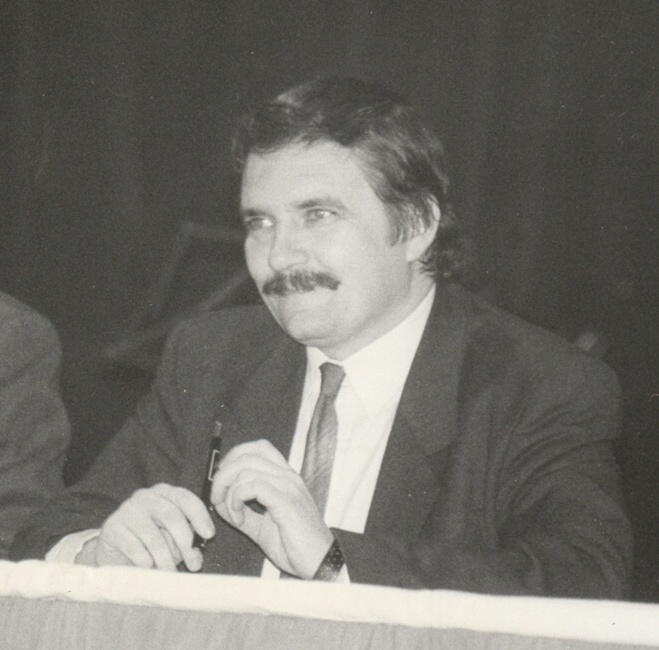
Josef Lux en avril 1993.